# Lil' Kim: Countdown to Lockdown
Lil' Kim: Countdown to Lockdown foi um reality show estado-unidense que estreou em 09 de março de 2006 pelo BET. O show possui 6 episódios, seguindo a rapper Lil' Kim em seus últimos 14 dias de liberdade antes de entrar no Centro de Detenção Federal, na Filadélfia, Pensilvânia para uma sentença de 366 dias.
Contrariamente à demanda popular, a série nunca teve um lançamento oficial em DVD. No entanto, foi lançado no iTunes no final de 2006. Ele foi retirado do ar por razões desconhecidas.

## Produção e Transmissão
O título original da série de televisão foi "Lil' Kim Goes to the Big House" e foi produzido poelo "Queen Bee Productions" e "Edmonds Entertainment". O show foi filmado em setembro de 2005. Edmonds indicada pelo Daily Variety de que várias redes já manifestaram em interesse. BET escolheu a série se e re-intitulado o show "Countdown To Lockdown".
Quase seis meses após a prisão de Lil' Kim, o seriado estreou no BET em 9 de março de 2006, e na época foi a estréia da série de maior audiência em 25 anos de história da BET, com 1,9 milhões de espectadores em todo o país. É também o foi série original acabo mais bem cotados entre os telespectadores negros naquele ano. As filmagens para a segunda série começou logo após Lil' Kim ser libertada da prisão, mas por razões desconhecidas, o projeto foi cancelado.

## Promoção
Em 8 de março de 2006, todo o elenco (com exceção de Lil' Kim) apareceu no "The Tyra Banks Show" para discutirem o show antes de sua estréia no BET.

## Episódios
| Episódio | Titulo                 | Data                |
| --- | ---------------------- | ------------------- |
| 01 | "Lighters Up"          | 9 de março de 2006  |
| Os espectadores são informados sobre futura estadia prisão de Kim e como ela veio ser. Kim odeia seu novo vídeo, "Lighters Up".        |                        |                     |
| 02 | "Moe & La La"          | 16 de março de 2006 |
| Kim obtém aprovação para voltar a atirar nela "Lighters Up" de vídeo. Seu reality show diretor, Kirk Fraser, é escolhido como diretor. |                        |                     |
| 03 | "Video Re-Shoot Drama" | 30 de março de 2006 |
| Kim re-shoots "Lighters Up" e ainda odeia a nova filmagem. O vídeo de "Whoa" é filmado.                                                |                        |                     |
| 04 | "Fashion Week"         | 6 de abril de 2006  |
| Kim e a sua equipe se preparar para um show exclusivo de moda Marc Jacobs em sua honra.                                                |                        |                     |
| 05 | "Murphy's Law"         | 13 de abril de 2006 |
| Kim diz adeus a seus entes queridos em um emocionante jantar de despedida na noite anterior de ela ser levada para a prisão federal.   |                        |                     |
| 06 | "Farewell"             | 20 de abril de 2006 |
| Kim embarca em sua jornada para a Filadélfia em uma kombi com a família e amigos para começar sua sentença.                            |                        |                     |

## Elenco
- Lil' Kim
- Hillary Weston - gerente de Kim
- Kirk Fraser - diretor de vídeo
- Nate Bassett - Assistente pessoal de Kim
- Latisha 'Lala' Crosby - Primo/assistente pessoal
- Gene Nelson - A&R executivo dos resgistro da Queen Bee Productions
- L. Londell McMillan - Advogado de Kim
- Tracy Nguyen - Publicitário de Kim